# Заявление о пользе для здоровья
Заявление о пользе для здоровья (англ. нealth claim) — размещаемое на упаковке или в рекламе продуктов питания, пищевых добавок или иных товаров утверждение от лица производителя, которое предполагает или подразумевает наличие связи между употреблением продукта питания или его ингредиента и здоровьем потребителя. Может представлять собой как словесное заявление, так и использование различных графических элементов или применение иных систем маркировки. Допустимость подобных заявлений, их верификация, форматы и регламентация систем маркировки товаров в ряде стран мира регулируются на законодательном уровне или в рамках добровольных договорённостей компаний-производителей. 

## Контроль заявлений о пользе для здоровья в разных странах

### В США
Размещение заявлений о пользе для здоровья на упаковках пищевых продуктов регулируется Управлением по контролю качества пищевых продуктов и лекарственных средств (англ. Food and Drug Administration, FDA), а в рекламе — Федеральной торговой комиссией (англ. Federal Trade Commission, FTC). Чтобы использовать подобные утверждения о своих продуктах, производитель должен подтвердить наличие значительного научного консенсуса (англ. Significant Scientific Agreement) касательно связи между продуктом или его ингредиентом и здоровьем потребителя.
Также в США действуют некоммерческие организации, занимающиеся выявлением и борьбой с недобросовестными и ложными заявлениями о пользе пищевых продуктов и иных товаров для здоровья потребителей.

### В России
В России действует добровольная система маркировки пищевых продуктов под названием «Светофор». Она предполагает использование трёх цветовых обозначений — красного, жёлтого и зелёного — которые информируют потребителя об уровне содержания сахара, соли, жиров и калорий. В 2025 году был принят закон, согласно которому слова «органический», «биодинамический», «биологический», «экологический», «экологически чистый», «зелёный», а также все их сокращения и производные допускается использовать только в маркировке продукции, полученной путём органического производства.

### В Европе
В странах Евросоюза проверкой достоверности заявлений о пользе для здоровья в маркировке пищевых продуктов занимается Европейское агентство по безопасности продуктов питания (англ. European Food Safety Authority (EFSA)). Также в Европе широко используется пятицветная маркировка продуктов питания Nutri-Score, отражающая информацию о содержании различных элементов в пищевой продукции. Данная система цветового кодирования распространяется и за пределами стран ЕС благодаря экспорту продукции европейских производителей. В рамках системы Nutri-Score выделяется четыре типа заявлений о пользе для здоровья:
- Общие, неспецифичные заявления, предполагающие пользу для здоровья в целом и улучшение самочувствия;
- Заявление о пользе для здоровья, не связанные с сокращением риска определённых заболеваний. Подобные утверждения должны основываться на актуальных научных исследованиях;
- Сокращение риска определённых заболеваний. В таких заявлениях обязательно упоминание о том, что заболевание имеет ряд факторов риска, и изменение одного из них может не оказать решающего воздействия;
- Заявления, предполагающие положительное влияние на рост и развитие детей должны подтверждаться специальными исследованиями, проведёнными именно на детях[12].

В 2005 году был реализован проект PASSCLAIM (Process for the Assessment of Scientific Support for Claims on Foods), финансируемый Европейским союзом и координируемый институтом ILSI-Europe (International Life Sciences Institute). Целью проекта была разработка критериев научного обоснования заявлений о пользе для здоровья продуктов питания. В проекте приняли участие несколько сотен учёных, исследовательских институтов, государственных органов и промышленных предприятий. 

### В Китае
Заявления о функциональных свойствах пищевого продукта могут указывать на содержание 33 видов трав и 16 видов пробиотических микроорганизмов, обладающих положительным влиянием на организм человека. Также допускается 12 форм заявления о функциональных свойствах продукта, а также 14 вариантов заявления о пользе продукта для здоровья человека. Данные нормативы распространяются как на пищевые продукты, так и на добавки в формах капсул, таблеток, порошков, жидкостей. 

## Маркетинговая эффективность
Чтобы иметь возможность разместить на упаковке и в рекламе своих товаров заявление о пользе для здоровья, производители инициируют и финансируют медицинские исследования влияния своих продуктов на организм человека. Сравнение данных подобных исследований с данными независимых лабораторий показывают, что они склонны преувеличивать пользу продуктов для здоровья потребителей. Кроме того, заявления о пользе продуктов для здоровья могут включать расплывчатые утверждения о том, что продукт «может обладать некоторыми качествами» или «помогает в борьбе с определёнными заболеваниями». Такие приёмы в маркетинге считаются недобросовестными способами обхода ограничений.
По данным некоторых исследований использование заявлений о пользе для здоровья в рекламе теряет эффективность из-за избытка подобной информации в рекламе и оформлении упаковок, а покупатели всё реже обращают внимание на подобные элементы. Другие исследования выявляют зависимость эффективности упоминаний о пользе для здоровья с категорией продукта, а также изначальной информированности потребителя о его полезности. При этом отмечается, что использование утверждений о полезности продуктов, включая ложные и непроверяемые размытые заявления, продолжает расти.